# Dubovo (Žitorađa)
Dubovo (em cirílico: Дубово) é uma vila da Sérvia localizada no município de Žitorađa, pertencente ao distrito de Toplica, na região de Toplica. A sua população era de 464 habitantes segundo o censo de 2011.

## Demografia
| 1948 | 1953 | 1961 | 1971 | 1981 | 1991 | 2002 | 2011 |
| ---- | ---- | ---- | ---- | ---- | ---- | ---- | ---- |
| 1686 | 1702 | 1439 | 1305 | 1031 | 805  | 608  | 464  |